# Limnephilus productus
Limnephilus productus là một loài Trichoptera trong họ Limnephilidae. Chúng phân bố ở miền Tân bắc.